# 聖光寺 (南砺市)
聖光寺（しょうこうじ）は、富山県南砺市（旧上平村）楮地区にある真宗大谷派の寺院である。
聖光寺所蔵の「太子像」は聖徳太子直作とも伝えられる歴史ある彫刻で、市の文化財に指定されている。

## 概要
室町時代の後半、文明年間に本願寺8代蓮如が越前国吉崎御坊に滞在したことにより、北陸地方で真宗門徒が急増し、五ヶ山地方にも本格的に真宗が広まりつつあった。最初に五箇山地方に教線を伸ばしたのは越前国の和田本覚寺で、楮村道場も含め赤尾谷のほとんどの寺院は本覚寺下の道場として始まっている。
「新屋道場由来記」によると、中世の赤尾谷地域は（1）平瀬氏の治める新屋を中心とした庄川東岸一帯、（2）角淵氏の治める西赤尾を中心とした庄川西岸南部一帯、（3）高桑氏の治める漆谷を中心とした庄川西岸北部一帯、の三地域に分かれていたという。この分類によると楮一帯は平瀬氏の勢力圏にあったようであるが、その配下で新田義貞の家臣篠塚重広の子孫ともされる篠塚氏が楮一帯に居住していた。
聖光寺の寺伝によると、延徳2年（1490年）に篠塚藤之進なる人物が和田本覚寺の門徒となり、永正6年（1509年）に本願寺9代実如より法名を与えられたという。これを裏付けるように、聖光寺所蔵の方便法身像裏書には永正6年6月6日付けで「本覚寺門徒　篠塚□□□　越中国利波郡赤尾楮村」と記載があり、この頃楮村に道場が形成されたことが確認される。なお、篠塚藤之進の入信を切っ掛けに天台宗からの転宗者が増えていったとの口碑があるが、これは白山信仰と結びついた天台浄土教の教えが基盤となって真宗の教えが広まったことを意味する。
天文21年（1552年）10月27日付五箇山十日講起請文には五箇山各村の有力者の署名があり、「赤尾谷」の欄には「かうす村左衛門尉」「同 太夫」らの署名が記されている。これが「楮（かうす=こうず）」集落名の初見であり、「かうす村左衛門尉」こそが楮村道場＝聖光寺の始祖と考えられている。
天正13年（1585年）には天正地震によって道場が流され、本堂は北田家の後方の畑に新たに建立された。更にその後本堂は現在地に移転したが、明治9年（1876年）4月18日に全焼してしまった。このため半世紀近くわたって仮のお堂が用いられたが、昭和11年（1936年）に本堂が再建され、現在も用いられている。また、昭和22年（1947年）には「聖光寺」の寺号を認可され、昭和38年（1963年）には屋根の改修も行われている。

## 聖光寺の太子像

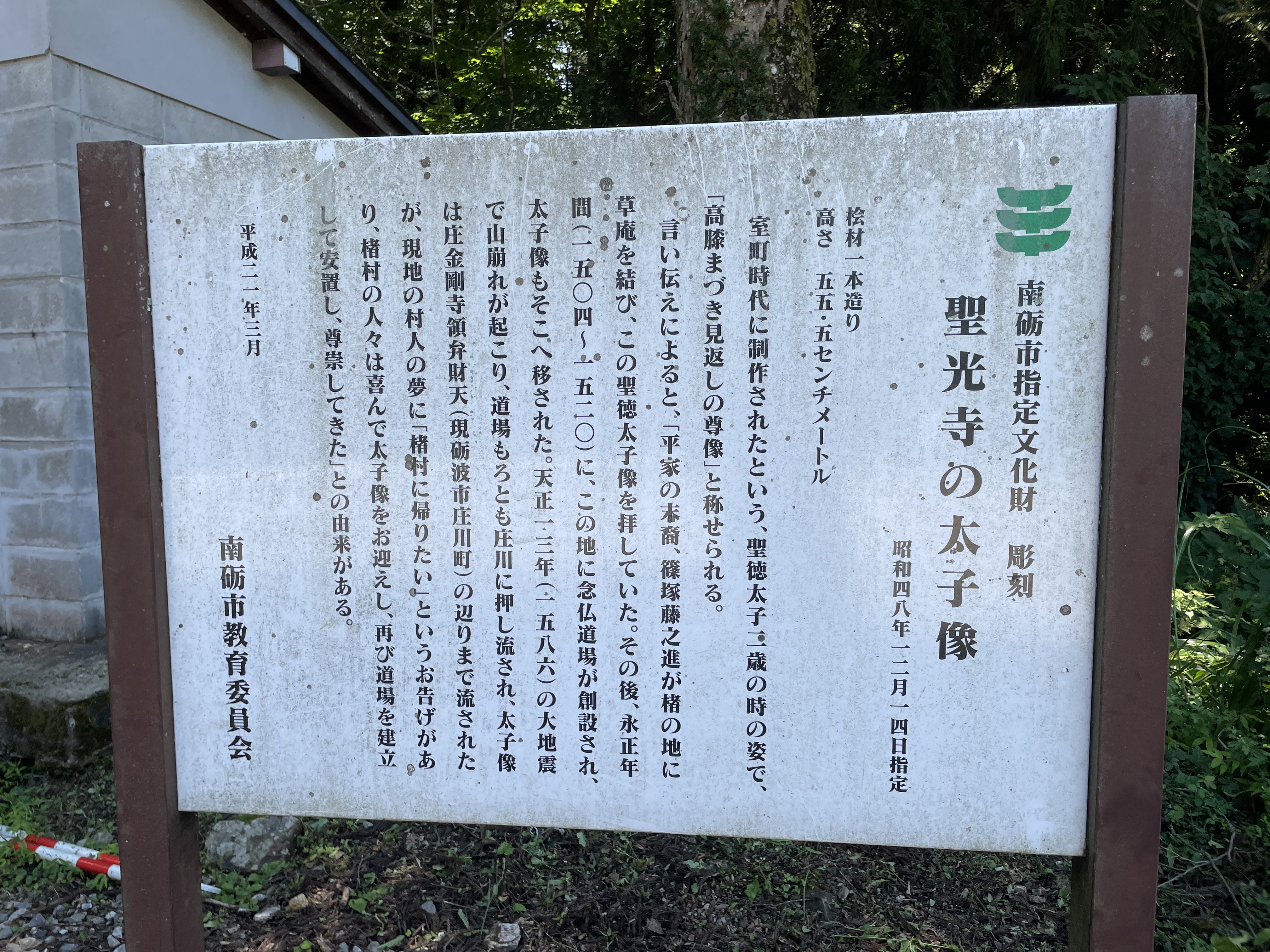
富山県南砺市楮の聖光寺太子像案内板。

聖徳太子が3歳の時の姿を彫ったもので、「高膝まづき見返しの尊像」とも呼ばれる。室町時代の作とされ、高さは55,5cm。
言い伝えによると、平家の落人である篠塚康之進が楮の地に草庵を結び、この聖徳太子像を拝していた。その後、永正年間に楮村念仏道場が建立さると太子像も道場に移されたが、天正の大地震で道場もろとも庄金剛寺領弁財天（現砺波市庄川町）まで流されてしまった。しかし、楮村の村人に「村に帰りたい」というお告げがあったため、村人たちは太子像をお迎えして再建した道場に安置した。そして以後、代々楮村道場で太子像を尊崇してきた、と伝えられている。
太子像は昭和48年（1973年）12月14日に上平村の文化財に指定され、南砺市への合併後も引き続き市の文化財とされている。

## 五箇山の本覚寺下道場
上述したように道善寺は越前国和田本覚寺下の道場として始まった寺院であり、周辺の赤尾谷・上梨谷のほとんどの寺院も元は本覚寺下道場であった。戦国時代に本覚寺下道場であった道場は、本願寺の東西分派時に東方の小松本覚寺と、西方の鳥羽野万法寺にそれぞれ別れ、これが現代まで引き継がれている。
| 戦国時代             | 戦国時代 | 江戸時代               | 江戸時代   | 近現代                 | 近現代         |
| -------------------- | -------- | ---------------------- | ---------- | ---------------------- | -------------- |
| 越前国 和田 本覚寺下 | 小原道場 | 越前国 鳥羽野 万法寺下 | 小原道場   | 福井県 鯖江市 万法寺下 | 小原道場       |
| 越前国 和田 本覚寺下 | 細島道場 | 越前国 鳥羽野 万法寺下 | 細島道場   | 福井県 鯖江市 万法寺下 | 細島道場       |
| 越前国 和田 本覚寺下 | 相倉道場 | 越前国 鳥羽野 万法寺下 | 相倉道場   | 福井県 鯖江市 万法寺下 | 相倉道場       |
| 越前国 和田 本覚寺下 | 漆谷道場 | 越前国 鳥羽野 万法寺下 | 漆谷道場   | 福井県 鯖江市 万法寺下 | 漆谷道場       |
| 越前国 和田 本覚寺下 | 中畑道場 | 加賀国 小松 本覚寺下   | 中畑道場   | 中畑本教寺             | 中畑本教寺     |
| 越前国 和田 本覚寺下 | 中畑道場 | 加賀国 小松 本覚寺下   | 見座道場   | 見座見覚寺             | 見座見覚寺     |
| 越前国 和田 本覚寺下 | 上梨道場 | 加賀国 小松 本覚寺下   | 上梨道場   | 上梨円浄寺             | 上梨円浄寺     |
| 越前国 和田 本覚寺下 | 皆葎道場 | 加賀国 小松 本覚寺下   | 皆葎道場   | 皆葎皆蓮寺             | 皆葎皆蓮寺     |
| 越前国 和田 本覚寺下 | 楮村道場 | 加賀国 小松 本覚寺下   | 楮村道場   | 楮村聖光寺             | 楮村聖光寺     |
| 越前国 和田 本覚寺下 | 新屋道場 | 加賀国 小松 本覚寺下   | 新屋道場   | 新屋道善寺             | 新屋道善寺     |
| 越前国 和田 本覚寺下 | 新屋道場 | 加賀国 小松 本覚寺下   | 上中田道場 | 上中田念仏道場         | 上中田念仏道場 |
| 越前国 和田 本覚寺下 | 赤尾道場 | 赤尾行徳寺             | 赤尾行徳寺 | 赤尾行徳寺             | 赤尾行徳寺     |
| 越前国 和田 本覚寺下 | 下嶋道場 | 赤尾行徳寺下           | 下嶋道場   | 赤尾行徳寺下           | 下嶋道場       |

## 五箇山の寺院
- 角淵山　赤尾行徳寺（旧上平村）
- 五谷山　坂上西勝寺（旧利賀村）
- 五箇山　下梨瑞願寺（旧平村）
- 常楽山　利賀興真寺（旧利賀村）
- 赤尾山　新屋道善寺（旧上平村）
- 北豆谷齊光寺（旧利賀村）
- 中畑本教寺（旧平村）
- 大島称名寺（旧平村）
- 相倉相念寺（旧平村）
- 蓮華山　上梨円浄寺（旧平村）
- 皆葎皆蓮寺（旧上平村）
- 篠塚山　楮聖光寺（旧上平村）